# ورزشگاه شهرک عیسی
ورزشگاه شهرک عیسی ورزشگاهی چندکاربردی در شهرک عیسی، بحرین می‌باشد. امروزه از آن بیشتر برای برپایی مسابقه‌های فوتبال و به عنوان ورزشگاه خانگی باشگاه فوتبال النجمه بحرین استفاده می‌شود. این ورزشگاه گنجایش ۲۰٬۰۰۰ نفر تماشاچی را دارد. این ورزشگاه در سال ۱۹۶۸ افتتاح شد.